# Romeo Maramigi

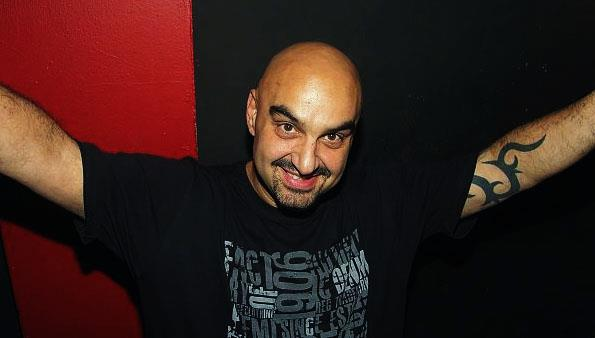
DJ Romeo im NOX Club (2012)

Romeo Maramigi (* 19. Dezember 1968 in München) ist ein deutscher DJ, Musikproduzent und Gastronom mit italienischen Wurzeln. Als DJ ist er unter seinem Künstlernamen DJ Romeo bekannt.

## Leben
Maramigi wurde 1968 in München geboren, wo er auch seine Kindheit verbrachte. Schon früh faszinierten ihn die neuen Techniken des gerade aufkeimenden Deejaying der späten 1970er Jahre. Seine ersten Gehversuche als DJ absolvierte Romeo im Freizeitheim München-Neuhausen, wo zu dieser Zeit eine Kinder- und Jugenddisco stattfand. Die ersten bezahlten Auftritte als DJ bestritt er 1984 in den damaligen Clubs EAST SIDE und California, wo er sich schnell mit seinem Können einen Namen machen konnte. Zu dieser Zeit entwickelten sich auch die ersten DJ-Battles bei den Hip-Hop-Jams in München, wo Romeo sein Können als DJ weiter ausbauen konnte.
1988 gewann Romeo die erste deutsche DJ Meisterschaft des Disco Mix Clubs. Hier konnte er sich im Finale gegen Jens Lissat durchsetzen. Dieser Gewinn öffnete ihm einige Türen und so konnte er neben einer Clubtour durch die größten Diskotheken Deutschlands und nach mehreren TV Auftritten seine erste Platte produzieren. Anfang 1990 erkrankte Romeo so schwer, dass seine Karriere als DJ schon fast beendet schien, aber er kämpfte sich wieder hinter die Turntables. Nach vielen Stationen im Hip-Hop-Lager erweiterte er sein Repertoire um die elektronische Tanzmusik und trug somit dazu bei, diesen Musikstil im süddeutschen Raum zu etablieren.
Ab 1993 betätigte sich Romeo zusammen mit seinem Partner Alex Rüger (L.X.R.) als Resident DJ und Veranstalter in der Zeppelinhalle (Hit FM Hall) auf dem nachgenutzten Gelände des ehemaligen Flughafens München-Riem. Im Jahr 1994 bekam seine eigene Radiosendung auf 89 Hit FM. Ab 1996 war er Resident in der Diskothek Night Flight am damals neuen Münchner Flughafen bei Freising.
In den 1990er und 2000er Jahren erlangte Romeo zusammen mit L.X.R. Bekanntheit als Veranstalter der Clubnacht Deep Space Night (DSN), welche zu dieser Zeit eine der größten Veranstaltungen für elektronische Musik in München war, und von 1996 bis 2001 jedes Wochenende bis zu 5000 Gäste in die Großraumdiskothek Babylon im Kunstpark Ost im Stadtbezirk Berg am Laim zog. Von 2001 bis 2008 wurde die Clubnacht im Babylon 2 in den Georg-Elser-Hallen fortgeführt. Von 2008 bis 2009 war Romeo Resident in der Alabamahalle in den Optimolwerken.

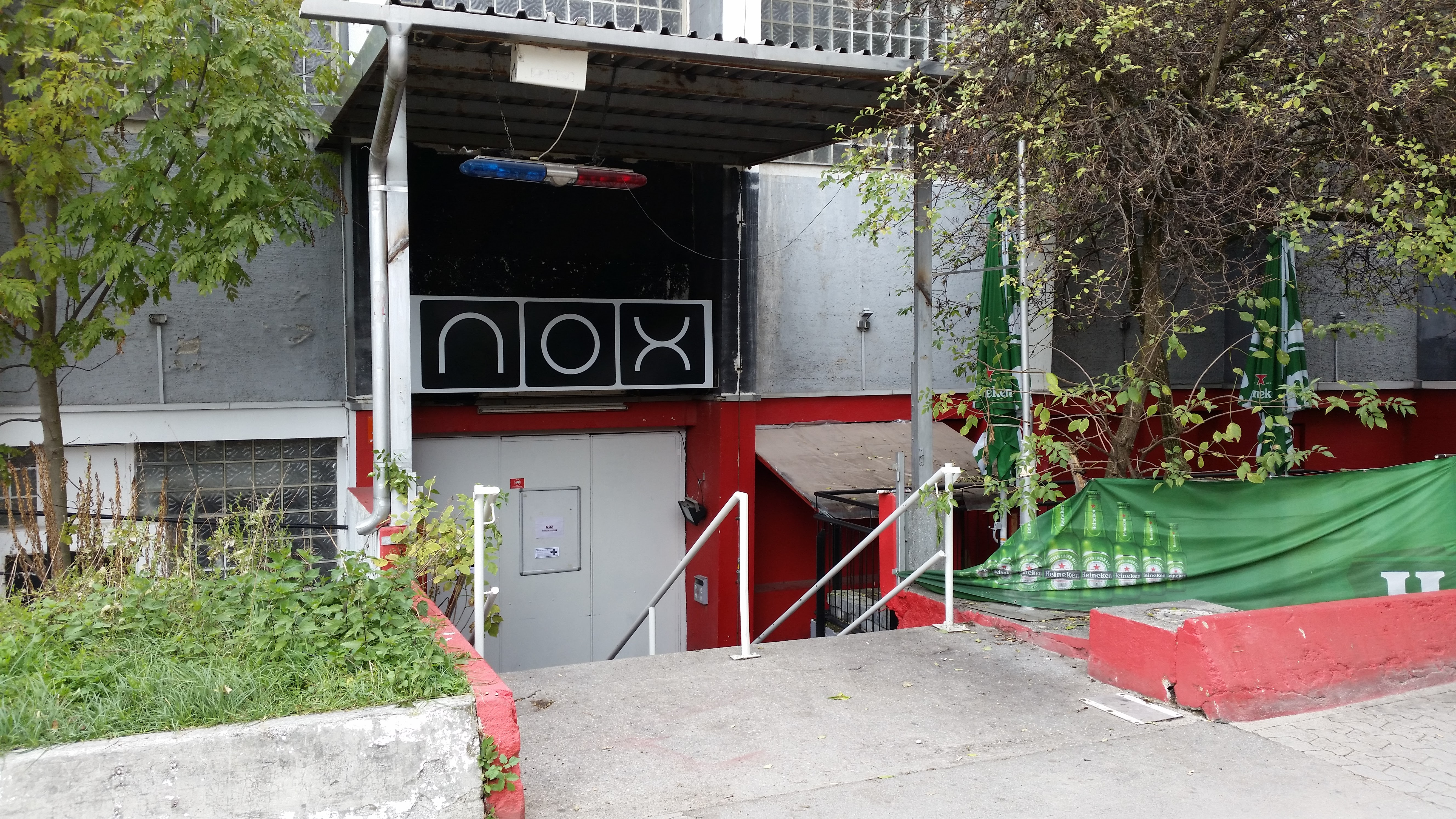
Der NOX Club im Jahr 2015

Von 2009 bis 2015 betrieb Romeo zusammen mit seinem Partner Alex Lauder den Techno-Club NOX Club auf dem Gelände des Kunstpark-Nachfolgers Kultfabrik. Der Club befand sich in den Räumlichkeiten der ehemaligen Bar des Ultraschall, schloss im Oktober 2015 und wurde anschließend abgerissen.
Romeo engagierte sich als DJ und Clubbetreiber wiederholt für Jugendliche und sozial benachteiligte Randgruppen. So veranstaltete er als Resident DJ in der Zeppelinhalle auf dem Gelände des ehemaligen Flughafens München-Riem mit dem Raving Afternoon auch einen wöchentlichen Großrave für Jugendliche ab 14 Jahren, auf denen DJs und Acts wie Marusha, Raver’s Nature oder Charlie Lownoise auftraten. Im NOX Club veranstaltete er eine Party nur für Dicke, weil es für diese im Gegensatz zu anderen stigmatisierten Randgruppen noch keine eigene Party geben würde.
Zu den Clubs und Diskotheken, in welchen Deejay Romeo aufgetreten ist, gehören:
Babylon, Zeppelinhalle, Night Flight, Cadillac, East Side, Base, D-Club, Tunnel, Nature One, Union Move, Rave City, P1, Park Café, E-Dry, Skyline, Alabamahalle, Galaxy, Funpark Regensburg, MGM Plattling, Music Hall Markt Schwaben, Metropolis London, Royal Albert Hall, Rise Club Bozen, Top Ten Singen, Nachtschicht- und Bollwerk Gruppe Österreich, Georg-Elser-Hallen, neuraum, NOX Club

## Gastronomie (Eigentümer)
- Romeo’s Bistroria (München-Neuhausen – geschlossen)
- Milk & Sugar (München Stadtmitte – geschlossen)
- NOX Club (Kultfabrik München, 2009–2015)

## Diskographie

### Maxi-Single (Auszug)
- 1989 – Mustang Rock – Romeo & Posses[6]
- 1994 – Sommer Sonne, Strand Und Me(e)hr... – 2 Erlei[7]
- 2000 – Summer 2000 – Styles & Romeo[8]
- 2002 – Field Of Dreams – Styles & Romeo[9]

### CD (Auszug)
- 1994 – Durch Dick und Dünn – 2Erlei
- 2000 – let me hear U Scream – RoL.X.
- 2000 – Summer 2000 – Styles & Romeo
- 2001 – Deep Space Night – The Sound
- 2002 – Deep Space Night – The Light
- 2002 – Field of Dreams – Styles & Romeo
- 2003 – Deep Space Night – The Move
- 2005 – Deep Space Night – The Game
- 2006 – Blutonium Boy Pres. Romeo Must Die – Inferno / To The Bassline
- 2007 – Hard Lovin / Various auf Reggae Lounge